# Error Correction Mode
Error Correction Mode (ECM; deutsch Fehlerkorrekturmodus) ist ein Zusatzmerkmal der Gruppe-3-Fax-Geräte.
Um dieses Zusatzmerkmal nutzen zu können, benötigen Faxgeräte einen Dokumentenspeicher. Unter Verwendung von ECM wird das Dokument in maximal 256 Segmente unterteilt mit jeweils 256 Byte.
Diese Segmente nennt man Frames. Jedes dieser Frames wird mit einer Checksumme versehen. Diese Frames mit Checksumme werden dann zum Empfänger übertragen. Der Empfänger speichert die empfangenen Frames im Dokumentenspeicher und überprüft die Checksumme. Stimmt die Checksumme einer oder mehrerer Frames nicht mit der Checksumme überein, fordert die Empfängermaschine nur die fehlerhaften Frames vom Sender erneut an. Wird das vormals fehlerhafte Frame bei einer erneuten Übertragung fehlerfrei empfangen, wird das fehlerhafte Frame im Dokumentenspeicher gelöscht und gegen das fehlerfreie Frame ersetzt. Nachdem alle Frames empfangen und mit der Checksumme getestet worden sind, wird das Dokument zum Druckwerk des Faxgerätes gesendet und gedruckt.

## Bemerkung
Jedes Faxgerät kann auf einen bestimmten Wert der Fehlertoleranz gesetzt werden; in der Regel liegt dieser Wert bei 10–15 %, was bedeutet, dass auch Dokumente mit fehlerhaften Frames gedruckt werden können, wenn eine mehrfache Übertragung der fehlerhaften Frames fehlschlägt.
Ob die gesamte Übertragung als fehlerhaft oder fehlerfrei bewertet wird, liegt am Empfänger und dessen Fehlertoleranzeinstellungen.
Diese Einstellungen führen manchmal dazu, dass einige Zeilen nicht oder nur schwer leserlich erscheinen.

In der Zeit von IP-Telefonie (Voice over IP) oder FoIP (Fax over IP) kann eingeschaltetes ECM Probleme verursachen.